# BOZEBEATS
『BOZEBEATS』（ボウズビーツ）は、平野稜二による日本の漫画作品。『週刊少年ジャンプ』（集英社）にて、2018年7号から同年20号まで連載された。同誌が創刊50周年を迎えた記念の新連載第1弾の作品として、連載が開始された。同誌2016年17号に掲載された読み切り『BOZE』を前身としている。本作が平野の『週刊少年ジャンプ』での初連載作品である。

## 登場人物

### 主要人物
円鹿 環（まどか たまき）
山奥で狼に育てられた少年。幼い頃の記憶を無くしており、自身の名前も覚えていない。唯一所持していた物に「円鹿環」と書かれていたことから、名前を「環」とした。
龍大寺 竜樹（りゅうだいじ たつき）
「BOZE」の中でも指折りの実力者。環の記憶を取り戻すために、東京へと誘い、戦う術を授けた。

### BOZE
葉隠 彦市（はがくれ ひこいち）
「BOZE」で環のチームメンバー。マシンなどの操縦が得意。
安倍 美墨子（あべの みすみこ）
「BOZE」で環のチームメンバー。法術を用い、主に後方担当。

## 用語
BOZE
魑魅と戦うために国防総省に設置された秘匿退魔部隊。
魑魅
成仏せずに現世の淀んだ気に当てられた魂が悪霊化した存在。
坊主
寺院の坊の主である僧。仏の教えのもと、人々を救う者。

## 反響
『週刊少年ジャンプ』が創刊50周年を迎え、それを記念した新連載の企画が発表された際、本作の予告カットが掲載された時より読者から注目されていた。連載が開始されると、坊主の斬新な設定と新人にしては高い平野の画力により、本作は読者から期待されていた。

## 書誌情報
- 平野稜二『BOZEBEATS』集英社〈ジャンプ・コミックス〉、全2巻
  1. 2018年5月2日発売[5][6]、ISBN 978-4-08-881477-3
  2. 2018年8月3日発売[7]、ISBN 978-4-08-881535-0